# Lights
Lights Valerie Poxleitner (født 11. april 1987), bedre kendt som Lights, er en synth pop-sangerinde og sangskriver fra Canada.

## Diskografi
- The Listening (2009)
- Siberia (2011)